# Fatmomakke

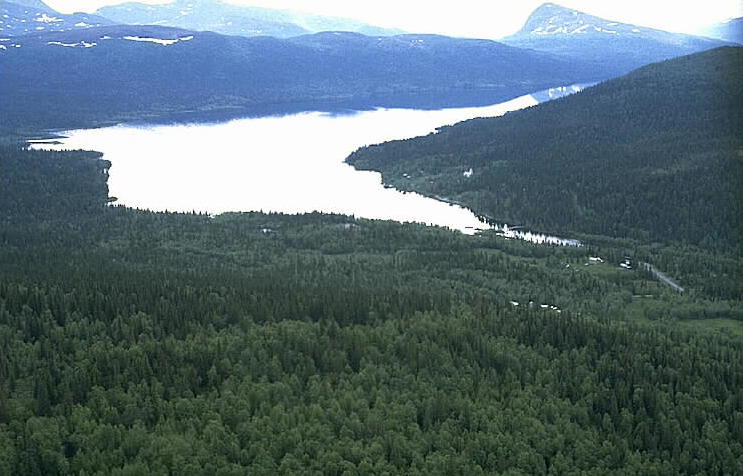
Fatmomakke och Kultsjön juni 1993.

Fatmomakke (sydsamiska: Faepmie) är en ort i Vilhelmina kommun, tolv mil nordväst om Vilhelmina. Orten växte ursprungligen upp kring Fatmomakke kyrka när samer och nybyggare bosatte sig i närheten av kyrkan. Fatmomakke kyrkstad fick status som kulturreservat den 23 juni 2014.

## Ortnamnet
Ortnamnet Fatmomakke är sammansatt av två sydsamiska namnled. Förleden faepmie är troligen ett nordiskt inlån som avser en plats där en större dal smalnar av. Efterleden mehkie betecknar en sträcka mellan två sjöar eller längs en älv där man inte kunde färdas med båt utan måste gå och bära sin utrustning.

## Historia
Parallellt med Svenska kyrkans verksamhet var Frälsningsarmén mycket aktiv i Fatmomakke. Sommaren 1946 donerade Anna-Lisa Öst (Lapp-Lisa) en stor timmerkåta som blev Frälsningsarméns samlingspunkt i Fatmomakke.

## Fatmomakke sameförening
Under 1900-talet blev Fatmomakke en betydelsefull plats för det gryende samiska föreningslivet. Den första samiska lokalföreningen i Sverige var Fatmomakke lappförening som bildades 1904 med Hans Magnus Nilsson som ordförande. Den bytte 1912 namn till Vilhelmina och Åsele Lappars Enskilda Arbetsförening, 1917 till Vilhelmina-Åsele lappförening och 1948 till Fatmomakke sameförening. Här verkade bland andra Andreas Wilks, Emil Öster, Torkel Tomasson och Elsa Laula. År 1926 invigdes ett föreningshus i Fatmomakke. I samband med kyrkhelgerna hölls ofta politiska möten och sammanträden. Det blev naturligt för landshövdingen och andra företrädare för det svenska samhället att komma till Fatmomakke för att inhämta samernas åsikter i olika frågor.
Med tiden kom den politiska kampen att alltmer föras på riksplanet. När kyrkhelgsseden i Fatmomakke i mitten av 1900-talet började dö ut blev en av de viktigaste arbetsuppgifterna för Fatmomakke sameförening att bibehålla och föra vidare platsens traditioner. Föreningen har idag 190 medlemmar, främst från Vilhelmina norra och Vilhelmina södra sameby.